# Marsdenia neomanarae
Marsdenia neomanarae är en oleanderväxtart som beskrevs av G. Morillo. Marsdenia neomanarae ingår i släktet Marsdenia och familjen oleanderväxter. Inga underarter finns listade i Catalogue of Life.